# Lista de filmes com temática LGBT de 2003
Esta é uma lista de filmes lançados em 2003 que contém personagens e/ou temáticas lésbicas, gays, bissexuais, ou transgêneras.
| Título                                                             | Diretor                                                | País                                          | Gênero                              | Elenco | Anotações |
| ------------------------------------------------------------------ | ------------------------------------------------------ | --------------------------------------------- | ----------------------------------- | --- | --- |
| 15: The Movie                                                      | Royston Tan                                            | Singapura                                     | Crime, Drama                        | Melvin Chen, Erick Chun, Melvin Lee, Vynn Soh, Shaun Tan                                                                     | Cinco adolescentes fazem parte de uma gangue |
| 2 Days                                                             | Sean McGinly                                           | EUA                                           | Drama, Comédia                      | Paul Rudd, Adam Scott, Donal Logue, Mackenzie Astin, Joshua Leonard, Marguerite Moreau                                       | trad. Tempo Esgotado Um ator fracassado planeja se matar em dois dias, e seus amigos tentam impedi-lo                                                 |
| 200 American                                                       | Richard LeMay                                          | EUA                                           | Comédia, Romance, Drama             | Matt Walton, Sean Matic, Anthony Ames, John Dylan Howard, Mark Ford, Gail Herendeen                                          | Um CEO contrata um garoto de programa para esquecer seu ex-namorado                                                                                   |
| Affäre zu dritt                                                    | Josh Broecker                                          | Alemanha                                      | Crime, Drama                        | Sophie von Kessel, Nadeshda Brennicke, Oliver Bootz, Simon Licht, Tina Engel, Christopher Gareisen                           | Uma nova policial desperta o interesse de um casal que trabalha na delegacia, mas ela só tem olhos para a mulher                                      |
| AIDS: A Pop Culture History                                        | Katherine Linton                                       | EUA                                           | Documentário                        | | A história da AIDS vista pelo prisma da mídia e cultura popular                                                                                       |
| Aileen: Life and Death of a Serial Killer                          | Nick Broomfield, Joan Churchill                        | EUA, Reino Unido                              | Documentário                        | Aileen Wuornos, Nick Broomfield, Diane Wuornos, Arlene Pralle, Tyria Moore, Dawn Botkins                                     | Sobre a vida e os crimes, e a morte da assassina em série Aileen Wuornos                                                                              |
| Der alte Affe Angst                                                | Oskar Roehler                                          | Alemanha                                      | Drama                               | André Hennicke, Marie Bäumer, Vadim Glowna, Ralf Bauer, Jutta Hoffmann, Hermann Beyer                                        | [ 7 ] |
| American Eunuchs                                                   | Gian Claudio Guiducci, Franco Sacchi                   | EUA                                           | Documentário                        | George Mayo, Cookie Mayo, Felix Spector, Benjamin Brody, Claus Mueller, Jamil                                                | Investiga o mundo dos eunucos modernos nos Estados Unidos                                                                                             |
| Anaahat                                                            | Amol Palekar                                           | Índia                                         | Drama, Romance                      | Sonali Bendre, Anant Nag, Deepti Naval                                                                                       | No século X, uma rainha deve escolher um parceiro sexual para substituir seu marido infértil por uma noite                                            |
| Anna Freud: Under Analysis                                         | Alana Cash                                             | EUA                                           | Documentário                        | | Segue a vida de Anna Freud, lésbica e filha mais nova de Sigmund Freud                                                                                |
| April's Shower                                                     | Trish Doolan                                           | EUA                                           | Comédia, Romance                    | Trish Doolan, Maria Cina, Joe Tabbanella, Denise Miller, Zack Ward, Samantha Lemole                                          | Uma mulher chama sua amiga para ser sua madrinha de casamento, mas tudo muda em sua despedida de solteira                                             |
| Arachnia                                                           | Brett Piper                                            | EUA                                           | Terror                              | Rob Monkiewicz, Irene Joseph, David Bunce, Bevin McGraw, Alexxus Young, James Aspden                                         | O avião de um grupo de cientistas cai em uma ilha e os sobreviventes são perseguidos por uma aranhas mutantes gigantes                                |
| Arisan!                                                            | Nia Dinata                                             | Indonésia                                     | Comédia, Drama                      | Cut Mini Theo, Surya Saputra, Tora Sudiro, Aida Nurmala, Rachel Maryam Sayidina, Lili Harahap                                | Primeiro filme indonésio de temática gay |
| Art of Revenge                                                     | Simon Gornick                                          | EUA                                           | Suspense, Drama                     | Stephan Jenkins, Joyce Hyser, Nichole Hiltz, Tembi Locke, David DeLuise, Tony Denison                                        | Uma mulher planeja se vingar do ex-marido ao contratar uma vigarista para seduzi-lo                                                                   |
| Aus Liebe zu Tom                                                   | Juliane Hohl                                           | Alemanha                                      | Drama                               | Harald Krassnitzer, Katja Studt, Michaela Rosen, Harald Dietl, Peter Prager                                                  | Um casal gay luta para manter a custódia do filho quando a mãe biológica dele é solta da cadeia                                                       |
| Baberellas                                                         | Chuck Cirino                                           | EUA                                           | Ficção Científica, Comédia, Erótico | Shauna O'Brien, Julie K. Smith, Regina Russell Banali, Julie Strain, Sasha Peralto, Linda Vox                                | Uma banda só de mulheres luta contra alienígenas que querem roubar a libido da humanidade                                                             |
| Bad Santa                                                          | Terry Zwigoff                                          | EUA, Alemanha                                 | Comédia                             | Billy Bob Thornton, Tony Cox, Brett Kelly, Lauren Graham, Lauren Tom, John Ritter                                            | |
| Baño de damas                                                      | Michel Katz                                            | México                                        | Comédia                             | Lorena Meritano, Eduardo Santamarina, Viviana Gibelli, Andrea Montenegro, Karina Calmet, Coco Marusix                        | Aventuras sensuais no banheiro feminino |
| Barely Legal Lesbian Vampires                                      | Tim Swartz                                             | EUA                                           | Terror, Comédia                     | Lolita Langsuir, Stephanie Bloode, Theda Baire, Circe, Tim Swartz, David Gaffney                                             | A vampira Carmilla e seu bando seduzem uma jovem, e tem que ser impedidas pelo fantasma de Ed Wood                                                    |
| Basic                                                              | John McTiernan                                         | EUA, Alemanha                                 | Mistério, Suspense                  | John Travolta, Connie Nielsen, Samuel L. Jackson, Giovanni Ribisi, Tim Daly, Brian Van Holt                                  | |
| Beautiful Boxer                                                    | Ekachai Uekrongtham                                    | Tailândia                                     | Biográfico, Drama                   | Asanee Suwan, Sorapong Chatree, Orn-Anong Panyawong, Nukkid Boonthong, Sitiporn Niyom, Kyoko Inoue                           | trad. A Luta Pela Beleza Sobre a vida de Parinya Charoenphol (também conhecida como Nong Thoom), uma atriz, modelo, e lutadora de Muay Thai kathoey   |
| Becoming Julia                                                     | Ruth Cullen                                            | Austrália                                     | Documentário                        | | Segue a transição de gênero de uma motorista de ônibus                                                                                                |
| Behind Bedroom Doors                                               | Derek Harvey                                           | EUA                                           | Drama                               | Chelsea Blue, Nicole Sheridan, Monique Alexander, Rich Lounello, Julia Kruis, Chris Gustafson                                | trad. Olhando Atrás da Porta Uma mulher tem material para chantagear um médico e um político                                                          |
| Behind the Camera: The Unauthorized Story of 'Three's Company'     | Jason Ensler                                           | EUA                                           | Documentário                        | Melanie Paxson, Bret Anthony, Jud Tylor, Brian Dennehy, Wallace Langham, Daniel Roebuck                                      | Expõe o por-trás-das-cenas do programa Three's Company                                                                                                |
| Behind the Red Door                                                | Matia Karrell                                          | EUA                                           | Drama                               | Kyra Sedgwick, Kiefer Sutherland, Stockard Channing, Chuck Shamata, Hannah Lochner, Corey Staden                             | trad. Segredos de Família Uma fotógrafa começa a trabalhar para seu irmão gay arrogante soropositivo                                                  |
| Bienvenue au gîte                                                  | Claude Duty                                            | França                                        | Comédia                             | Marina Foïs, Julie Depardieu, Léa Drucker, Sebastian Barrio, Annie Grégorio, Philippe Harel                                  | [ 24 ] |
| Blue Citrus Hearts                                                 | Morgan Jon Fox                                         | EUA                                           | Drama                               | Joshua Peter Laurenzi, Paul Foster, Alex Booth, William Taylor Woods, Brandon Croft, Jason Booth                             | Um adolescente luta para aceitar o que ele sente pelo melhor amigo                                                                                    |
| Bola de Nieve                                                      | José Sánchez Montes                                    | Cuba                                          | Documentário                        | Bola de Nieve, Nisia Aguero, Santiago Auserón, Miguel Barnet, Esther Borja, Vicente Garrido                                  | Sobre Bola de Nieve, pianista e cantor negro, gay, místico, e pró-revolução                                                                           |
| The Bombardier                                                     | Jett Blakk                                             | EUA                                           | Drama, Erótico                      | Jason Ridge, Breck Stewart                                                                                                   | Um homem é transportado para sua vida passada na Segunda Guerra como um piloto bombardeiro apaixonado por seu co-piloto                               |
| Brother Outsider: The Life of Bayard Rustin                        | Bennett Singer, Nancy D. Kates                         | EUA                                           | Documentário                        | Bayard Rustin, Dorothy Jackson, John Rodgers, Louis John, Bill Sutherland, A.J. Muste                                        | Sobre o ativista americano Bayard Rustin, que foi conselheiro de Martin Luther King                                                                   |
| The Brotherhood III: Young Demons                                  | David Decoteau                                         | EUA                                           | Terror                              | Kristopher Turner, Paul Andrich, Ellen Wieser, C. J. Thomason                                                                | Terceiro filme da franquia de terror homoerótico The Brotherhood                                                                                      |
| Bu San (不散)                                                      | Tsai Ming-liang                                        | Taiwan                                        | Drama                               | Lee Kang-Sheng, Chen Shiang-Chyi, Kiyonobu Mitamura, Miao Tien, Shih Chun, Chen Chao-jung                                    | trad. Adeus, Dragon Inn O último filme exibido em um antigo cinema chinês, em uma sala quase vazia                                                    |
| Camp                                                               | Todd Graff                                             | EUA                                           | Musical, Comédia, Drama             | Daniel Letterle, Joanna Chilcoat, Robin de Jesús, Anna Kendrick, Alana Allen, Vince Rimoldi                                  | trad. Campo de Estrelas Depois de uma série de fracassos nos palcos, um liricista vai trabalhar em um acampamento para jovens atores                  |
| Carandiru                                                          | Héctor Babenco                                         | Brasil, Argentina                             | Drama                               | Luiz Carlos Vasconcelos, Rodrigo Santoro, Milton Gonçalves, Lázaro Ramos, Caio Blat, Milhem Cortaz                           | Baseado no livro Estação Carandiru , do médico Drauzio Varella                                                                                        |
| Cattive inclinazioni                                               | Pierfrancesco Campanella                               | Itália                                        | Suspense, Crime                     | Eva Robin's, Mirca Viola, Elisabetta Cavallotti, Antonio Petrocelli, Elisabetta Rocchetti, Guido Berti                       | Uma detetive persegue um serial killer enquanto uma cantora lésbica tenta voltar à fama ao fingir receber ameaças de morte                            |
| Cette femme-là                                                     | Guillaume Nicloux                                      | França                                        | Mistério, Drama                     | Josiane Balasko, Ange Rodot, Aurélien Recoing, Frédéric Pierrot, Thierry Lhermitte, Éric Caravaca                            | [ 32 ] |
| Cheerleader Queens                                                 | Poj Arnon                                              | Tailândia                                     | Comédia                             | Montonn Pariwat, Wongeap Kunarattanawat, Sumet Saelee, Sittichai Leonseri, Prathanporn Puwadolpitak                          | Cinco kathoeys formam uma equipe de líderes de torcida                                                                                                |
| Class Queers                                                       | Howard Fraiberg, Melissa Levin, Roxana Spicer          | Canadá                                        | Documentário                        | Adam, Adina, Richard | Três jovens queer se preparam para um baile da escola                                                                                                 |
| Cloaca                                                             | Willem van de Sande Bakhuyzen                          | Países Baixos                                 | Drama, Comédia                      | Peter Blok, Pierre Bokma, Gijs Scholten van Aschat, Jaap Spijkers, Elsie de Brauw, Caro Lenssen                              | Quatro amigos da faculdade se reencontram e reatam a amizade quando se tornam dependentes um dos outros                                               |
| Cock & Bull Story                                                  | Billy Hayes                                            | EUA                                           | Crime                               | Brian Austin Green, Bret Roberts, Wendy Fowler, Greg Mullavey, John Prosky, Sam Scarber                                      | Dois amigos são separados pelo mundo violento e competitivo do boxe                                                                                   |
| Conspiracy of Silence                                              | John Deery                                             | Reino Unido                                   | Drama                               | Jonathan Forbes, Hugh Bonneville, Brenda Fricker, Sean McGinley, Jason Barry, Hugh Quarshie                                  | O suicídio de um padre soropositivo leva a uma investigação que sobre o silêncio da Igreja Católica sobre o assunto                                   |
| Cowboys & Angels                                                   | David Gleeson                                          | Irlanda                                       | Comédia, Drama                      | Michael Legge, Allen Leech, Sean Power, Amy Shiels, David Murray, Frank Kelly                                                | Um funcionário público se torna colega de quarto de um estudante de moda gay                                                                          |
| Dancing                                                            | Pierre Trividic, Patrick Mario Bernard, Xavier Brillat | França                                        | Mistério, Drama                     | Patrick Mario Bernard, Pierre Trividic, Jean-Yves Jouannais, Peter Bonke                                                     | Também conhecido como Ballroom Um homem vive com seu namorado em um velho salão de dança, onde ele começa a ver aparições                             |
| Dangerous Living: Coming Out in the Developing World               | John Scagliotti                                        | EUA                                           | Documentário                        | Janeane Garofalo, Maher Sabry                                                                                                | Sobre a realidade LGBT em países em desenvolvimento                                                                                                   |
| Das Hause                                                          | Alex Pucci                                             | EUA                                           | Terror, Erótico                     | Jody Anderson, Sean Brewster, Draven Gonzalez, Jim Hazelton, William Hellfire, Harley Jay                                    | Um grupo de jovens ficam presos em uma casa repleta de vampiros                                                                                       |
| David Hockney: Double Portrait                                     | Bruno Wollheim                                         | Reino Unido                                   | Documentário                        | | Sobre David Hockney, pintor, cenógrafo, fotógrafo e gravador britânico gay                                                                            |
| Daydream Obsession                                                 | Thomas R. Smyth                                        | EUA                                           | Romance, Erótico, Drama             | Joe Dain, Julian Coca, Kris Black, Danny Dallas, Justin Hasan, Crystal Levine                                                | Um homem começa a ter fantasias com seu colega de quarto, por quem ele é secretamente apaixonado                                                      |
| Dependencia sexual                                                 | Rodrigo Bellott                                        | Bolívia, EUA                                  | Drama                               | Alexandra Aponte, Roberto Urbina, Jorge Antonio Saavedra, Ronica V. Reddick, Matthew Guida, Matt Cavenaugh                   | Cinco adolescentes dos EUA e da Bolívia que tem em comum o desejo de vivenciar a primeira relação sexual                                              |
| Descongélate!                                                      | Dunia Ayaso, Felix Sabroso                             | Espanha                                       | Comédia                             | Pepon Nieto, Candela Peña, Loles Leon, Ruben Ochandiano, Jose Angel Egido, Óscar Jaenada                                     | Um ator de cabaré é oferecido um papel que pode mudar sua vida                                                                                        |
| Die, Mommie, Die!                                                  | Mark Rucker                                            | EUA                                           | Comédia                             | Charles Busch, Jason Priestley, Frances Conroy, Philip Baker Hall, Stark Sands, Natasha Lyonne                               | Roteirizado pela drag queen Charles Busch, que também faz o papel principal                                                                           |
| Dorian                                                             | Allan A. Goldstein                                     | Canadá                                        | Suspense, Terror                    | Malcolm McDowell, Ethan Erickson, Victoria Sanchez, Ron Lea, Jennifer Nitsch, Karen Cliche                                   | trad. Dorian Gray, Pacto com o Diabo Também conhecido como Pact with the Devil Um adaptação moderna de O Retrato de Dorian Gray de Oscar Wilde        |
| Dos Tipos Duros                                                    | Juan Martínez Moreno                                   | Espanha                                       | Comédia                             | Antonio Resines, Jordi Vilches, Elena Anaya, Rosa María Sardà, Joan Crosas                                                   | trad. Dois Caras Durões |
| Duda                                                               | Crisaldo Pablo                                         | Filipinas                                     | Drama                               | Andoy Ranay, Paulo Gabriel, Larry Burns, John Lapus, Jojo Nones, Rey Pumaloy                                                 | trad. Dúvida Sobre fidelidade e traição em um relacionamento gay                                                                                      |
| Du ska nog se att det går över                                     | Cecilia Neant-Falk                                     | Suécia                                        | Documentário                        | Cecilia Neant-Falk, Natalie Durbeej, Johanna "Joppe" Svensson, My Sörensson                                                  | Em 1999, a diretora colocou um anúncio no jornal procurando outras pessoas bissexuais. Este filme é sobre as que responderam                          |
| East Side Skin                                                     | John Roman Baker                                       | Países Baixos                                 | Drama                               | Malte Hutthoff, Marcel Romeijn                                                                                               | Peça filmada, uma fantasia queer sobre temas fascistas                                                                                                |
| Easy                                                               | Jane Weinstock                                         | EUA                                           | Comédia                             | Marguerite Moreau, Brían F. O'Byrne, Naveen Andrews, Emily Deschanel, Caroline Goodall, D.B. Woodside                        | trad. Sem Compromisso Uma mulher fica dividida entre um poeta e um apresentador de TV                                                                 |
| Eden's Curve                                                       | Anne Misawa                                            | EUA                                           | Romance, Drama                      | Trevor Lissauer, Samuel A. Levine, Amber Taylor, Bryan Carroll, Julio Perillán, Martha Chukinas                              | Com a ajuda de seu colega de quarto e a namorada deste, um estudante de uma universidade conservadora descobre sua sexualidade                        |
| The Edge of Each Other’s Battle: The Vision of Audre Lorde         | Jennifer Abod                                          | EUA                                           | Documentário                        | Audre Lorde | Sobre a visão social da poeta Audre Lorde |
| The Education of Gore Vidal                                        | Deborah Dickson                                        | EUA                                           | Documentário                        | Gore Vidal, John F. Kennedy, Dick Cavett, Norman Mailer, Sidney Lumet, Paul Newman                                           | Explora a vida e a obra do romancista, dramaturgo, ensaísta, roteirista e ativista político americano Gore Vidal                                      |
| Ehespiele                                                          | Claudia Garde                                          | Alemanha                                      | Comédia, Romance, Drama             | Ute Willing, Miroslav Nemec, Hyun Wanner, Gisela Trowe, Annett Renneberg, Siegfried Terpoorten                               | Uma mulher na menopausa fica noiva de um jovem japonês que quer ficar na Alemanha para estar próximo de seu namorado                                  |
| Elephant                                                           | Gus Van Sant                                           | EUA                                           | Drama                               | Alex Frost, Eric Deulen, John Robinson, Timothy Bottoms, Matt Malloy, Elias McConnell                                        | Baseado em parte no Massacre de Columbine |
| Eli Parker is Getting Married?                                     | Ryan Earl Parker                                       | EUA                                           | Comédia                             | Jonathon Lamer, John Shoenfelt, Kim Justis, Bart Shannon, Josh Payne, Eric Bran                                              | Um noivo acorda pelado no meio de um campo algemado ao seu padrinho de casamento, que decide usar a oportunidade para sair do armário                 |
| En la ciudad                                                       | Cesc Gay                                               | Espanha                                       | Romance, Drama                      | Mónica López, Eduard Fernández, María Pujalte, Àlex Brendemühl, Vicenta N'Dongo, Miranda Makaroff                            | As vidas, segredos, mentiras, e solidão de um grupo de amigos em Barcelona                                                                            |
| The Event                                                          | Thom Fitzgerald                                        | Canadá, EUA                                   | Drama                               | Joanna Adler, Chris Barry, Walter Borden, Ray Brimicombe, Laura Cahoot, Brent Carver                                         | Um promotor investiga vários casos de mortes relacionadas à AIDS em Nova Iorque                                                                       |
| Ex-Votos                                                           | Todd Verow                                             | EUA                                           | Drama                               | Brenda Velez, Laura Gnapp, Amy Dwyer, Leanne Whitney, Craig Chester, Dustin Schell                                           | Quatro histórias sobre vida, amor, e perda |
| La Face cachée de la lune                                          | Robert Lepage                                          | Canadá                                        | Drama                               | Robert Lepage, Anne-Marie Cadieux, Marco Poulin, Céline Bonnier, Lorraine Côté                                               | Centrado em dois irmãos, o mais velho é um doutorando em astronomia e o mais novo é um meteorologista gay                                             |
| Fake ID                                                            | Gil D. Reyes                                           | EUA                                           | Comédia                             | Stuart Perelmuter, Brian Gligor, Nina Burns, Mark Fisher, Michael Cyril Creighton, Jason Decker                              | Um homem precisa aceitar sua heterossexualidade em um mundo dominado por gays                                                                         |
| Feeding Boys, Ayaya (哎呀呀，去哺乳)                               | Zi’en Cui                                              | China                                         | Drama                               | Ge Jia, Wang Guifeng, Yu Bin                                                                                                 | Um virgem cristão tenta "salvar" um prostituto gay |
| Fei yue qin hai                                                    | Alice Wang                                             | Taiwan                                        | Drama                               | Ariel Lin, Duncan Lai, Kao Meng-Chieh, Wei Ling Chang                                                                        | Uma jovem retorna para sua cidade natal e reencontra sua prima, por quem ela é apaixonada desde a infância                                            |
| La finestra di fronte                                              | Ferzan Özpetek                                         | Itália                                        | Drama                               | Giovanna Mezzogiorno, Massimo Girotti, Raoul Bova, Filippo Nigro, Serra Yilmaz, Maria Grazia Bon                             | |
| Flag Wars                                                          | Linda Goode Bryant, Laura Poitras                      | EUA                                           | Documentário                        | Nina Masseria, Floyd Goode, Josephine Goode, Shango Baba Olugbala, Linda R. Mitchell, Richard C. Pfeiffer, Jim Yoder         | Mostra os efeitos da gentrificação, quando lésbicas e gays brancos se mudam para bairros dominados por minorias raciais                               |
| Flash!                                                             | Annabel Schofield                                      | EUA                                           | Romance                             | Brianna Marlowe, Guy Vieg, Milan Olejnik, Tanya Dempsey, Maria Celeste Genitempo, Suzanna Urszuly                            | [ 66 ] |
| Gacy                                                               | Clive Saunders                                         | EUA                                           | Biográfico, Crime, Suspense         | Mark Holton, Adam Baldwin, Charlie Weber, Allison Lange, Edith Jefferson, Joleen Lutz                                        | Baseado na vida do assassino em série John Wayne Gacy                                                                                                 |
| Gan                                                                | Adi Barash, Ruthie Shatz                               | Israel, Canadá, EUA                           | Documentário                        | | Sobre prostitutos adolescentes em Tel Aviv |
| Gay Games 6: Under New Skies                                       | Desconhecido                                           | Austrália                                     | Documentário                        | k.d. lang | Documenta os Jogos Gays de 2002 em Sydney |
| Gay Hollywood - The Last Taboo                                     | Jeremy Simmons                                         | EUA                                           | Documentário                        | Dustin Lance Black, Q. Allan Brocka, Robert Laughlin, Micah McCain, Benjamin Morgan                                          | Segue as vidas e as carreiras de cinco homens abertamente gays na indústria do entretenimento                                                         |
| Gay Skinheads                                                      | Karl Hayden                                            | Irlanda                                       | Documentário                        | | Explora a aparente contradição entre ser gay e viver como um skinhead                                                                                 |
| Georges Bataille's Story of the Eye                                | Andrew Repasky McElhinney                              | EUA                                           | Erótico, Experimental               | Melissa Forgione, Querelle Haynes, Kevin Martin, Sean Timothy Sexton, Courtney Shea, Claude White                            | Adaptação do romance Histoire de l'Œil de Georges Bataille, que detalha a cada vez mais bizarra perversão sexual de um casal                          |
| Ghostlight                                                         | Christopher Herrmann                                   | EUA                                           | Comédia                             | Richard Move, Ann Magnuson, Deborah Harry, Mark Morris, Earnest Abuba, Nixon Beltran                                         | Um retrato da dançarina Martha Graham |
| The Gift                                                           | Louise Hogarth                                         | EUA                                           | Documentário                        | Doug Hitzel | Filme controverso sobre homens gays que contraem a AIDS propositalmente                                                                               |
| Gigli                                                              | Martin Brest                                           | EUA                                           | Comédia, Romance                    | Ben Affleck, Jennifer Lopez, Justin Bartha, Lainie Kazan, Lenny Venito, Missy Crider                                         | Vencedor do Framboesa de Ouro de Pior Filme |
| Girls Will Be Girls                                                | Richard Day                                            | EUA                                           | Comédia                             | Jack Plotnick, Clinton Leupp, Jeffery Roberson, Ron Mathews, Eric Stonestreet, Hamilton von Watts                            | trad. Garotas Serão Garotas Três drag queens fazem o papel de mulheres muito diferentes                                                               |
| God Has a Rap Sheet                                                | Kamal Ahmed                                            | EUA                                           | Drama                               | John Ford Noonan, Peter Appel, Bonz Malone, Mark Love, Shane Franklin, Mohamed Djellouli                                     | 8 homens ficam presos em uma cela com um sem-teto que diz ser Deus                                                                                    |
| Goldfish Memory                                                    | Elizabeth Gill                                         | Irlanda                                       | Comédia, Drama                      | Sean Campion, Fiona O'Shaughnessy, Fiona Glascott, Peter Gaynor, Keith McErlean, Stuart Graham                               | Mostra as complexidade de relacionamentos héteros, gays, lésbicos, e bissexuais                                                                       |
| Gololyod                                                           | Mikhail Brashinsky                                     | Rússia                                        | Drama                               | Viktoriya Tolstoganova, Ilya Shakunov, Maksim Kurochkin, Yegor Pozenko, Sergei Ivanov, Sergei Shemarkin                      | Uma mulher com evidências ilegais encontra um tradutor gay por acaso no hospital                                                                      |
| Gone, But Not Forgotten                                            | Michael D. Akers                                       | EUA                                           | Romance, Drama                      | Matthew Montgomery, Aaron Orr, Ariadne Shaffer, Joel Bryant, Brenda Lasker, Bryna Weiss                                      | trad. Perdido, Mas Não Esquecido Um guarda florestal resgata e se apaixona por um homem com amnésia                                                   |
| Gory Gory Hallelujah                                               | Sue Corcoran                                           | EUA                                           | Comédia, Terror                     | Tim Gouran, Angie Louise, Jeffrey Gilbert, Todd Licea, Keith Winsted, Jason Collins                                          | Quatro atores; um revolucionário negro, um hippie bissexual, um judeu, e uma feminista; competem pelo papel de Jesus                                  |
| The Gospel of Lou                                                  | Bret Carr                                              | EUA                                           | Drama                               | Michele Carlo, Bret Carr | Um ex-boxeador homofóbico muda de ideais e vira um palestrante motivacional                                                                           |
| Gran Casal, me como el mundo                                       | José Antonio Quirós                                    | Espanha                                       | Documentário                        | Tino Casal, Fabio McNamara, Alaska                                                                                           | Sobre o cantor asturiano Tino Casal |
| Haute Tension                                                      | Alexandre Aja                                          | França                                        | Terror, Ação                        | Cécile de France, Maïwenn, Philippe Nahon, Andrei Finți, Oana Pellea, Franck Khalfoun                                        | |
| Haunting Douglas                                                   | Leanne Pooley                                          | Nova Zelândia                                 | Documentário                        | Neil Ieremia, Shona McCullagh, Lloyd Newson, Taiaroa Royal, Douglas Wright                                                   | Um retrato do dançarino e coreógrafo Douglas Wright                                                                                                   |
| Den hemmelige klubben                                              | Kenneth Elvebakk                                       | Noruega                                       | Documentário                        | Axel Axgil, Vigdis Bunkholdt, Arne Heli, Kjell Öhman, Hans Marius Trøseid, Ulf Tveten                                        | Sobre um clube gay secreto criado em 1948, quando a homossexualidade era ilegal na Noruega                                                            |
| Hooked                                                             | Todd Ahlberg                                           | EUA                                           | Documentário                        | | Investiga a procura por sexo online na comunidade gay                                                                                                 |
| Hrein og bein                                                      | Hrafnhildur Gunnarsdóttir, Þorvaldur Kristinsson       | Islândia                                      | Documentário                        | Heidar Reyr Ágústsson, Alfred Hauksson, Ásthór Heimisson Heimer                                                              | Nove adolescentes gays falam sobre suas vidas no frio islandês                                                                                        |
| Hua jai tor ra nong (หัวใจทรนง)                                     | Apichatpong Weerasethakul, Michael Shaowanasai         | Tailândia                                     | Musical, Comédia, Ação              | Michael Shaowanasai, Krissada Terrence, Siriyakorn Pukkavesh, Theerawat Thongjitti, Darunee Khrittabhunyalai, Krung Sriwilai | Também conhecido com The Adventure of Iron Pussy As aventuras de uma agente secreta kathoey                                                           |
| Human Trials: Testing the AIDS Vaccine                             | Michael Margolis, Ryan Marley                          | Canadá                                        | Documentário                        | Victor Garber (narrador) | Três homens gays participam dos testes para o desenvolvimento de uma vacina para a AIDS                                                               |
| Hymypoika                                                          | JP Siili                                               | Finlândia                                     | Drama                               | Jussi Nikkilä, Reino Nordin, Jarkko Niemi, Jenni Banerjee                                                                    | [ 87 ] |
| Ich kenn keinen: Allein unter Heteros                              | Jochen Hick                                            | Alemanha                                      | Documentário                        | Hartmut Alber, Stefan Braun, Uwe Furtwangler, Erika Micale, Richard, Eduard                                                  | Quatro homens gays vivem em Swabia, área rural alemã                                                                                                  |
| I Exist                                                            | Peter Barbosa, Garrett Lenoir                          | EUA                                           | Documentário                        | Maher Sabry | Entrevistas com homens gays armênios, sírios, sudaneses, egípcios e iraquianos vivendo nos EUA                                                        |
| I Look Up to the Sky Now                                           | Barbara M. Bickart                                     | EUA                                           | Documentário                        | | Autorretratos de 12 jovens da comunidade LGBT de Nova Iorque                                                                                          |
| Inescapable                                                        | Helen Lesnick                                          | EUA                                           | Drama                               | Natalie Anderson, Athena Demos, Tanna Frederick, Katie Grant                                                                 | Ex-namoradas, que agora são somente amigas, vão para um seminário juntas e acabam se envolvendo novamente                                             |
| Intentions                                                         | Luane Beck                                             | EUA                                           | Drama                               | Deidre Kotch, Katherine Lee, Maria Biber-Ferro, Tom Darci, Ted D'Agostino, Chloe Krug Benjamin                               | Uma professora universitária casada se apaixona por uma de suas alunas                                                                                |
| Intimes Tagebuch                                                   | Pedro Usabiaga                                         | Espanha                                       | Documentário                        | Joseba Barandiaran, Alberto Carrillo, Carlos de Torre, Fredy Gil, Jon Gonzalez, Aritz Iriarte                                | Sobre o relacionamento entre fotógrafo e modelo |
| Jandek on Corwood                                                  | Chad Freidrichs                                        | EUA                                           | Documentário                        | Byron Coley, Calvin Johnson, Barry Hansen, John Foster, Richie Unterberger, Jake Austen                                      | Sobre um misterioso músico anônimo no Texas |
| Jim in Bold                                                        | Glenn Holsten                                          | EUA                                           | Documentário                        | Michael Glatze, Benjie Nycum, Scott MacPhee, Ted McGuire                                                                     | Sobre um jovem poeta gay da Pensilvânia que cometeu suicídio após ataques contínuos em sua escola                                                     |
| Los Jornaleros                                                     | Lane Shefter Bishop                                    | EUA                                           | Drama                               | Shawn Bernal, Marc Bossley, James C. Burns, Jose Caro, Cameron Graham, Kent Harper                                           | Três primos hispânicos imigram para os EUA e acabam lutando pela sobrevivência em empregos temporários                                                |
| K-Hole                                                             | Michael Haboush                                        | EUA                                           | Drama                               | Michael Haboush, Arthur Huber, Julian Ott, Ria Gardner, Mark Weiler, Kay Billings                                            | Um homem está preso em um ciclo de drogas e sexo desprotegido                                                                                         |
| Killer Drag Queens on Dope                                         | Lazar Saric                                            | EUA                                           | Comédia                             | Eva Destruction, Omar Alexis, Clark Weaver, Macky Beltzkovsky, Mario Diaz, Don Edmonds                                       | Duas drag queens viciadas trabalham como assassinas de aluguel                                                                                        |
| Klais? (Κλαις;)                                                    | Alexander Voulgaris                                    | Grécia                                        | Comédia                             | Argiris Thanasoulas, Nadja Papatheodorou, Nikos Giannikas, Ekavi Douma, Alexandros Sotiriou, Antonis Spinoulas               | [ 99 ] |
| Kleine Freiheit                                                    | Yüksel Yavuz                                           | Alemanha                                      | Drama                               | Cagdas Bozkurt, Necmettin Çobanoglu, Leroy Delmar, Sunay Girisken, Nazmi Kirik, Suzana Rozkosny                              | Dois jovens prestes a serem deportados, um turco e um africano, se apaixonam em um centro de detenção para imigrantes ilegais                         |
| Lakomyy kusochek                                                   | Sasha Valenti                                          | Rússia                                        | Comédia                             | Eugene Afraimovich, Alexander Airapetov, Tatiana Alyokhina, Igor Avrov, Roman Erykalov, Julia Muranova                       | Uma mistura de lésbicas, gangsters, a KGB, e números musicais espontâneos                                                                             |
| Lance Loud!: A Death in an American Family                         | Alan Raymond, Susan Raymond                            | EUA                                           | Documentário                        | Lance Loud, Rob Sheiffele, Rufus Wainwright                                                                                  | A vida e a morte de Lance Loud, ativista do movimento de libertação gay americano                                                                     |
| The Last Fuck                                                      | Shawn Durr                                             | EUA                                           | Terror                              | Matthew Brumagen, Laura Gnapp, Bobby Gory, Lee Kohler, Jamie Mayhew                                                          | Um vampiro gay adolescente recém transformado encontra um halterofilista, um cowboy bêbado, e uma dominatrix viscosa                                  |
| Latter Days                                                        | C. Jay Cox                                             | EUA                                           | Comédia, Romance, Drama             | Steve Sandvoss, Wes Ramsey, Rebekah Johnson, Jacqueline Bisset, Amber Benson, Joseph Gordon-Levitt                           | trad. Louvado Seja ou Falsa Moral Primeiro filme a mostrar a atitude da A Igreja de Jesus Cristo dos Santos dos Últimos Dias sobre a homossexualidade |
| Lebenspornografie                                                  | Edwin Brienen                                          | Países Baixos, Alemanha                       | Drama                               | Esther Eva Verkaaik, Eva Dorrepaal, Nicole Ohliger, Peter Post                                                               | Um grupo de artistas tentam montar um show erótico em uma boate                                                                                       |
| Leeches!                                                           | David Decoteau                                         | EUA                                           | Terror                              | Josh Henderson, Matthew Twining, Stacey Nelson, Alexandra Westmore, Michael Lutz, Stephen Sowan                              | |
| Let’s Get Frank                                                    | Bart Everly                                            | EUA                                           | Documentário                        | Bob Barr, Barney Frank, Henry Hyde, Ken Starr, Maxine Waters                                                                 | Barney Frank, o primeiro político abertamente gay dos EUA, narra acontecimentos no Capitólio                                                          |
| Liberated                                                          | Mac Alejandre                                          | Filipinas                                     | Drama                               | Diana Zubiri, Francine Prieto, Christian Vasquez, Rodel Velayo, Lester Llansang, Dexter Doria                                | [ 107 ] |
| Liberty: 3 Stories about Life & Death                              | Pam Walton                                             | EUA                                           | Documentário                        | Mary Bell Wilson | Segue uma família composta por amigas lésbicas enquanto elas passam por alegrias e tragédias                                                          |
| Liebe und Verlangen                                                | Judith Kennel                                          | Alemanha                                      | Drama, Romance                      | Katja Flint, Natalia Wörner, Hannes Hellmann, Mara Scherzinger, Arved Birnbaum, Rosa Enskat                                  | Uma diretora se apaixona pela nova professora da escola                                                                                               |
| The Lion in Winter                                                 | Andrei Konchalovsky                                    | EUA                                           | Histórico, Drama, Romance           | Patrick Stewart, Glenn Close, Andrew Howard, John Light, Rafe Spall                                                          | Refilmagem do filme homônimo de 1968 |
| Lost and Found                                                     | Kanerva Cederström                                     | Finlândia                                     | Documentário                        | Konstantin Gontcharov, Amanda Löfman                                                                                         | Um homem gay foge de perseguição em Moscou e passa a morar em Helsinki                                                                                |
| Lovers' Kiss (ラヴァーズ・キス)                                    | Ataru Oikawa                                           | Japão                                         | Romance                             | Aya Hirayama, Aoi Miyazaki, Hiroki Narimiya, Mikako Ichikawa, Yuma Ishigaki, Shinnosuke Abe                                  | [ 111 ] |
| Maestro                                                            | Josell Ramos                                           | EUA                                           | Documentário                        | Larry Levan, David Mancuso, Frankie Knuckles, Nicky Siano, Francis Grasso, Patricia Field                                    | Sobre pessoas que procuram refúgio na música e cultura underground                                                                                    |
| Making Maya                                                        | Rolla Selbak                                           | EUA                                           | Drama                               | Desmond Faison, Sam Gros, Genevieve Lee Howell, Bill Kelley, Amy Minderhout, Jamal N. Qutub                                  | Uma jogadora de basquete sonha com o estrelato e acaba se apaixonando                                                                                 |
| Mambo Italiano                                                     | Émile Gaudreault                                       | Canadá                                        | Comédia                             | Luke Kirby, Claudia Ferri, Peter Miller, Paul Sorvino, Ginette Reno, Mary Walsh                                              | O filho de imigrantes italiano sai do armário para seus pais contra a vontade de seu namorado policial                                                |
| Man Made: The Story of Two Men and a Baby                          | Emma Crimmings                                         | Austrália                                     | Documentário                        | Lee Matthews | Um casal gay luta pelo direito de serem pais |
| Max: A Cautionary Tale                                             | Nicholas Verso                                         | Austrália                                     | Documentário                        | Purdy Buckle, Amber Clayton, Robert Edwards, Rinske Ginsberg, Diana Greentree, Tristan Hamilton                              | Depois de se mudar com sua família, um adolescente fica convencido de que tem alguma coisa se escondendo no final do corredor                         |
| Meanwhile                                                          | Jason Millward                                         | Reino Unido                                   | Drama                               | Alan Bates, Elizabeth Bower, David Coggins, Rupert Hill, Phillip Keiman, Norman Mitchell                                     | Dois amigos de infância se reencontram no funeral de um velho colega                                                                                  |
| Mil nubes de paz cercan el cielo, amor, jamás acabarás de ser amor | Julián Hernández                                       | México                                        | Drama                               | Juan Carlos Ortuno, Juan Torres, Perla de la Rosa, Salvador Alvarez, Rosa-Maria Gomez, Mario Oliver                          | Um adolescente acaba de terminar com seu primerio namorado sério                                                                                      |
| Mimi                                                               | Claire Simon                                           | França                                        | Documentário                        | Mimi Chiola, Diego Origlia, Mohamed Mokhtari, Didier Conti                                                                   | Segue uma mulher lésbica envelhecendo lentamente em Nice                                                                                              |
| Monster                                                            | Patty Jenkins                                          | EUA                                           | Crime, Drama, Suspense              | Charlize Theron, Christina Ricci, Bruce Dern, Lee Tergesen                                                                   | Baseado na história de Aileen Wuornos |
| Mon voyage d'hiver                                                 | Vincent Dieutre                                        | França                                        | Drama                               | Itvan Kebadian, Vincent Dieutre, Andreas Staier, Christoph Pregardien, Daniel Sepec, Jean-Guihen Queyras                     | Uma autobiografia do diretor, onde ele processa sua vida como um homem gay enquanto acompanha um jovem em uma viagem                                  |
| Moon Child (ムーンチャイルド)                                      | Takahisa Zeze                                          | Japão                                         | Ficção Científica, Ação, Drama      | Gackt Camui, Hyde, Leehom Wang, Taro Yamamoto, Susumu Terajima, Anne Suzuki                                                  | |
| Moritz                                                             | Stefan Haupt                                           | Suíça                                         | Drama                               | Lilian Fitz, Jonas Rohr, Stefan Rutz, Rudolph Straub, Anatole Taubman                                                        | Depois de sua mãe ir para o hospital, um garoto é acolhido por um casal gay                                                                           |
| A Morte de Narciso                                                 | Luiz Carlos Lacerda                                    | Brasil                                        | Documentário                        | Maurício Bentes, Frank Borges, Paulo Franco, Rodney Pereira, Fabrício Valverde                                               | Sobre a vida e a obra de Alair Gomes, um dos primeiros a introduzir o nu masculino à fotografia brasileira                                            |
| The Mudge Boy                                                      | Michael Burke                                          | EUA                                           | Drama                               | Emile Hirsch, Tom Guiry, Richard Jenkins, Pablo Schreiber, Zachary Knighton, Ryan Donowho                                    | Baseado no curta Fishbelly White de Burke de 1998 |
| Mu Di Di Shanghai                                                  | Andrew Y-S Cheng                                       | China                                         | Drama                               | Zhiying Yang, Zi'en Cui, Yi Zhou, Yi Jin, Sihong Huang, Yuan Ping                                                            | Também conhecido como Welcome to Destination Shanghai Segue as vidas de profissionais do sexo em uma sórdida Xangai                                   |
| Mutti – Der Film                                                   | Jörn Hartmann, Klaus Purkart                           | Alemanha                                      | Comédia                             | Ades Zabel, Biggy van Blond, Brenda Morelli, Helga Legrelle, Gert Thumser, Klaus Purkart                                     | [ 123 ] |
| Nathalie...                                                        | Anne Fontaine                                          | França                                        | Drama                               | Fanny Ardant, Emmanuelle Béart, Gérard Depardieu, Wladimir Yordanoff, Judith Magre, Rodolphe Pauly                           | |
| Neverland                                                          | Damion Dietz                                           | EUA                                           | Drama                               | Deborah Quayle, Rick Sparks, Wil Wheaton, Kari Wahlgren                                                                      | Uma versão moderna e dark da história de Peter Pan |
| Nienasycenie                                                       | Wiktor Grodecki                                        | Polônia                                       | Drama, Erótico                      | Cezary Pazura, Marcin Dorociński, Katarzyna Gniewkowska, Anna Wendzikowska, Leon Niemczyk, Miroslav Čáslavka                 | O herdeiro de uma destilaria é cobiçado por uma princesa gananciosa e um bobo da corte atrás de sua virginidade                                       |
| Noon At Ngayon                                                     | Marilou Diaz-Abaya                                     | Filipinas                                     | Comédia, Drama                      | Dina Bonnevie, Eula Valdez, Jean Garcia, Cherry Pie Picache, Jericho Rosales, Marvin Agustin                                 | Um homem volta para casa depois de 10 anos longe e reencontra seus três amigos                                                                        |
| Normal                                                             | Jane Anderson                                          | EUA                                           | Drama                               | Jessica Lange, Tom Wilkinson, Clancy Brown, Hayden Panettiere, Joe Sikora, Richard Bull                                      | Um trabalhador de fábrica espanta sua esposa a afirmar que quer fazer uma cirurgia de redesignação sexual                                             |
| A Normal Life                                                      | Dewey Moss                                             | EUA                                           | Drama                               | Kelly AuCoin, Dewey Moss, Fernando Arze, Eric Christie, Colette Duvall, Barney Fitzpatrick                                   | Um homem gay precisa decidir entre ser um pai ou aceitar as demandas de sua família e dexar seu filho ter uma "vida normal"                           |
| No Secret Anymore: The Times of Del Martin & Phyllis Lyon          | Joan E. Biren                                          | EUA                                           | Documentário                        | Del Martin, Phyllis Lyon, Kate Clinton                                                                                       | Sobre Del Martin e Phyllis Lyon um casal de ativistas juntas a 50 anos                                                                                |
| Los novios búlgaros                                                | Eloy de la Iglesia                                     | Espanha                                       | Comédia, Drama                      | Fernando Guillén Cuervo, Dritan Biba, Pepón Nieto, Roger Pera, Anita Sinkovic                                                | Um homem espanhol rico se apaixona por um jovem búlgaro                                                                                               |
| Nuda v Brně                                                        | Vladimír Morávek                                       | República Checa                               | Comédia                             | Katerina Holánová, Jan Budař, Miroslav Donutil, Jaroslava Pokorná, Filip Rajmont                                             | Sobre um casal não preparado para uma vida sexual e um ator renomado que passou de seu auge sexual                                                    |
| On the Corner                                                      | Nathaniel Geary                                        | Canadá                                        | Drama                               | Alex Rice, Robert Harper, L. Harvey Gold, Gordon Tootoosis, Katharine Isabelle                                               | Irmão e irmã lutam para sobreviver no lado escuro de Vancouver                                                                                        |
| Les origines du SIDA                                               | Peter Chappell, Catherine Peix Eyrolle                 | França, Canadá, Bélgica, Espanha, Reino Unido | Documentário                        | Cecil Fox, Simon Wain-Hobson, Joseph Vandepitte, Tom Curtis, John Martin, Edward Hooper                                      | Explora as hipóteses de origem e propagação da AIDS                                                                                                   |
| Oxygono (Οξυγόνο)                                                  | Thanasis Papathanasiou, Michalis Reppas                | Grécia                                        | Drama, Erótico                      | Nena Menti, Maria Kavoyianni, Akilas Karazisis, Joys Evidi, Alexis Georgoulis, Jeannie Papadopoulou                          | [ 134 ] |
| Pandemic: Facing Aids                                              | Rory Kennedy                                           | EUA                                           | Documentário                        | Danny Glover, Elton John | Cobre os principais aspectos da epidemia mundial da AIDS e segue cinco pessoas soropositivas ao redor do mundo                                        |
| Panic Bodies                                                       | Mike Hoolboom                                          | Canadá                                        | Documentário                        | Moucle Blackout, Jason Boughton, Tom Chomont, Janieta Eyre, Ed Johnson, Kathryn Ramey                                        | Dividido em 6 partes explora os tipos de declínio sofrido pelo corpo ou por relacionamentos                                                           |
| Un parfum nommé Saïd                                               | Philippe Vallois                                       | França                                        | Romance                             | Saïd Charrada, Philippe Vallois                                                                                              | O romance entre um cineasta francês e um jovem marroquino                                                                                             |
| Party Monster                                                      | Fenton Bailey, Randy Barbato                           | EUA                                           | Crime, Drama                        | Macaulay Culkin, Brendan O'Malley, Seth Green, Dillon Woolley, Justin Hagan, Dylan McDermott                                 | Baseado na autobiografia de James St. James, Disco Bloodbath                                                                                          |
| Pas de repos pour les braves                                       | Alain Guiraudie                                        | França                                        | Comédia, Drama                      | Thomas Suire, Thomas Blanchard, Laurent Soffiati, Vincent Martin, Pierre-Maurice Nouvel, Roger Guidone                       | trad. Os Fortes Não Descansam Um homem que acha que irá morrer se dormir anda pelo sul da França conhece duas pessoas interessantes em sua jornada    |
| La Peur tue l'amour                                                | Patrick Carpentier                                     | Bélgica                                       | Documentário                        | | Cinco belgas gays e lésbicas falam sobre sua saída do armário                                                                                         |
| Le Pharmacien de garde                                             | Jean Veber                                             | França                                        | Crime, Terror                       | Guillaume Depardieu, Vincent Pérez, Pascal Légitimus, Clara Bellar, Alice Taglioni, Laurent Gamelon                          | Um farmacêutico ecológico usa técnicas celtas antigas para matar magnatas industriais                                                                 |
| Pinay Pie                                                          | Jose Javier Reyes                                      | Filipinas                                     | Comédia                             | Joyce Jimenez, Assunta de Rossi, Ai-Ai de las Alas, Vhong Navarro, Onemig Bondoc, Carlos Agassi                              | Duas amigas ajudam uma terceira a ganhar um concurso de beleza                                                                                        |
| Poco più di un anno fa - Diario di un pornodivo                    | Marco Filiberti                                        | Itália                                        | Drama                               | Marco Filiberti, Urbano Barberini                                                                                            | trad. Diário de um Ator Pornô Mostra a vida de um ator pornô dos anos noventa pela perspectiva de seu irmão                                           |
| Prey for Rock & Roll                                               | Alex Steyermark                                        | EUA                                           | Musical, Drama                      | Gina Gershon, Drea de Matteo, Lori Petty, Shelly Cole, Marc Blucas, Ivan Martin                                              | trad. Meu Pecado Favorito |
| The Principles of Lust                                             | Penny Woolcock                                         | Reino Unido                                   | Drama, Erótico                      | Alec Newman, Marc Warren, Sienna Guillory, Lara Clifton, Alexander Popplewell, Julian Barratt                                | Um escritor com falta de criatividade entra em um relacionamento à três                                                                               |
| Prisioneiro da Grade de Ferro                                      | Paulo Sacramento                                       | Brasil                                        | Documentário                        | | Retrata a ineficácia do sistema carcerário brasileiro                                                                                                 |
| Property of the State: Gay Men in the Apartheid Military           | Gerald Kraak                                           | África do Sul                                 | Documentário                        | | Sobre as experiências contraditórias de homens gay no exército da África do Sul durante o apartheid                                                   |
| Proteus                                                            | John Greyson                                           | África do Sul, Canadá                         | Drama                               | Rouxnet Brown, Shaun Smyth, Neil Sandilands, Kristen Thomson, Tessa Jubber, Terry Norton                                     | Dramatização da história verídica sobre o relacionamento inter-racial entre dois prisioneiros do século XVIII                                         |
| Put the Camera on Me                                               | Darren Stein, Adam Shell                               | EUA                                           | Documentário                        | Adam Shell, Darren Stein, Marc Entous, Justin Satinover, Evan Stein, Lisa Weiner                                             | Uma autobiografia dos diretores |
| The Queen’s Lost Uncle                                             | Rob Coldstream                                         | Reino Unido                                   | Documentário, Biográfico            | Robert Powell | Biografia do Príncipe George, Duque de Kent e tio controvérso da Rainha Elizabeth II                                                                  |
| The Reckoning                                                      | Paul McGuigan                                          | Reino Unido, Espanha                          | Drama, Mistério                     | Paul Bettany, Willem Dafoe, Tom Hardy, Brian Cox, Simon McBurney, Luke de Woolfson                                           | trad. Um Crime de Paixão |
| Rire et châtiment                                                  | Isabelle Doval                                         | França                                        | Comédia                             | José Garcia, Laurent Lucas, Philippe Uchan, Isabelle Doval, Benoît Poelvoorde, Delphine Bibet                                | Depois que sua mulher o deixa, um osteopata que ama ser engraçado percebe que as pessoas ao seu redor começam a literalmente morrer de rir            |
| Rise Above: The Tribe 8 Documentary                                | Tracy Flannigan                                        | EUA                                           | Documentário                        | Lynn Breedlove, Silas Flipper Howard, Leslie Mah, Tantrum, Slade, Mama T., Jen Schwartz                                      | Sobre a banda feminina queercore punk Tribe 8 |
| Die Ritterinnen                                                    | Barbara Teufel                                         | Alemanha                                      | Drama                               | Theresa Berlage, Nadja Berlinghoff, Ben Bela Bohm, Niels Bormann, Katja Danowski, Christoph Glaubacker                       | Um grupo de garotas da Berlim dos anos 80 criam uma comunidade radical onde podem ser autônomas                                                       |
| Robin’s Hood                                                       | Sarah Millman                                          | EUA                                           | Romance, Drama                      | Clody Cates, Khahtee V. Turner, Justin Harrison, Kimberly Ridgeway, Aaron Grijalva, Katherine Sommers                        | Uma assistente social negra prestes a ser despedida se apaixona por uma ladra francesa branca                                                         |
| Round Trip                                                         | Shahar Rozen                                           | Israel                                        | Romance, Drama                      | Anat Waxman, Eyal Rozales, Nthati Moshesh, Reut Kahlon, Ido Port                                                             | Uma motorista de ônibus divorciada se apaixona pela babá ganense de seus filhos                                                                       |
| Satree lek 2                                                       | Yongyoot Thongkongtoon                                 | Tailândia                                     | Comédia                             | Sujira Arunpipat, Kokkorn Benjathikoon, Anucha Chatkaew, Surapun Chawpaknam, Shiriohana Hongsopon, Hathairat Jaroenchaichana | trad. As Damas de Ferro 2 Continuação do filme Satree lek de 2000                                                                                     |
| Saved by the Belles                                                | Ziad Touma                                             | Canadá                                        | Comédia, Drama                      | Brian Charbonneau, Karen Simpson, Steven Turpin, Danny Gilmore, Lydia Lockett, Matt Williston                                | Uma drag queen e uma punk ajudam um jovem amnésico a lembrar de seu passado                                                                           |
| Sayew (สยิว)                                                        | Kongdej Jaturanrasamee, Kiat Songsanant                | Tailândia                                     | Comédia                             | Pimpaporn Leenutapong, Nuntawat Arsirapojcharnakul, Anon Saisangcharn, Phintusuda Tunphairao, Jutarat Atthakorn              | Uma universitária inocente trabalha como escritora erótica para uma revista pornográfica                                                              |
| School's Out: The Life of a Gay High School in Texas               | Jeremy Simmons                                         | EUA                                           | Documentário                        | | Alunos e um professor são excluidos em suas escolas por causa de suas sexualidades                                                                    |
| Sehnsucht                                                          | Jürgen BrüningWr                                       | Alemanha                                      | Romance, Drama, Aventura            | Hendrik Scheider, Aldri Anunciação, Tarik Qazi, Daniel Bätscher, Zezé Motta                                                  | |
| Send Me an Angel                                                   | Nir Ne’eman                                            | Israel                                        | Romance                             | Yechiel Elkabetz, Asi Cogan, Hofesh Shechter, Jonathan Rozen, Yaron Ashkenazi                                                | Um homem gay só quer um beijo como presente de aniversário                                                                                            |
| Seventeen - Mädchen sind die besseren Jungs                        | Hansjörg Thurn                                         | Alemanha                                      | Comédia                             | Jana Petersen, Nicky Kantor, Florian Jahr, David Winter, Sissi Perlinger, Vinzenz Kiefer                                     | Uma jovem boxeadora é enviada para um internato, onde a confundem com um garoto                                                                       |
| Sex Drive                                                          | Robert Quebral                                         | Filipinas                                     | Comédia, Erótico                    | Maui Taylor, Katya Santos, Wendell Ramos, Antonio Aquitania, Pinky Amador, Gwen Garci                                        | Uma fotógrafa e uma modelo viajam juntas até Sagada, e encontram um homem com amnésia no caminho                                                      |
| Sex Up - Jungs haben's auch nicht leicht                           | Florian Gärtner                                        | Alemanha                                      | Comédia                             | André Kaminski, Joseph Bolz, Jacob Matschenz, Michaela Schaffrath, Zoe Weiland, Mareike Lindenmeyer                          | Três amigos descobrem uma planta afrodisíaca que faz com que as pessoas transem com a primeira pessoa que veem                                        |
| Sexo con amor                                                      | Boris Quercia                                          | Chile                                         | Comédia, Erótico                    | Sigrid Alegría, Álvaro Rudolphy, Patricio Contreras, María Izquierdo, Boris Quercia, Cecilia Amenábar                        | |
| Sexphone & the Lonely Wave (เซ็กโฟน คลื่นเหงา สาวข้างบ้าน)              | Haeman Chatemee                                        | Tailândia                                     | Comédia, Romance                    | Kavee Tanjararak, Paula Taylor, Anant Boonnark, Cheathavuth Watcharakhun, Somchai Samipak                                    | O amigo gay de uma mulher da o telefone dela para um programa de rádio, e ela faz uma conexão com o assistente do DJ                                  |
| Shakespeare’s Merchant                                             | Paul Wagar                                             | EUA                                           | Drama, Romance                      | John D. Haggerty, Lorna MacNab, Bruce Cornwell, Donald Robert Stewart, John Emmet Tracy, Vanessa Claire Smith                | Um versão gay moderna e sombria d'O Mercador de Veneza de William Shakespeare                                                                         |
| Shelter                                                            | Benno Schoberth                                        | EUA                                           | Drama                               | Ray Santiago, Marilyn Soto Santiago, John Rafael Peralta, Alejandro Garcia, Herman Chavez                                    | Três adolescentes da periferia se veem juntos em uma casa de praia isolada                                                                            |
| Shelter Island                                                     | Geoffrey Schaaf                                        | EUA                                           | Suspense                            | Ally Sheedy, Patsy Kensit, Stephen Baldwin, Chris Penn, Mimi Langeland, Denia Brache                                         | trad. O Refúgio Depois de sofrer um ataque, uma mulher e sua namorada viajam para um casarão isolado                                                  |
| Sibat Hamavet: Homofobia                                           | Ran Kozer                                              | Israel                                        | Documentário                        | | Sobre a prevalente homofobia em Israel |
| The Singing Forest                                                 | Jorge Ameer                                            | EUA                                           | Fantasia, Romance, Drama            | Jon Sherrin, Erin Leigh Price, Eric Morris, David Guzzone, Shellie Price, Aage Winther-Jørgensen                             | Dois namorados, mortos no holocausto, reencarnam |
| Skenbart: En film om tåg                                           | Peter Dalle                                            | Suécia                                        | Comédia, Suspense                   | Kristina Törnqvist, Magnus Roosmann, Anna Björk. Gustaf Hammarsten. Robert Gustafsson. Peter Dalle                           | Em 1945, o condutor de um trem tem que vijiar um grupo de estranhos se noção                                                                          |
| Soldier’s Girl                                                     | Frank Pierson                                          | EUA, Canadá                                   | Biográfico, Drama, Policial         | Lee Pace, Troy Garity, Shawn Hatosy, Andre Braugher, Merwin Mondesir, Dan Petronijevic                                       | Baseado na história real do soldado Barry Winchell, que se apaixona pela transexual Calpernia Addams e é assassinado pelos colegas de quartel         |
| Le soleil assassiné                                                | Abdelkrim Bahloul                                      | França, Argélia, Bélgica, Tunísia             | Biográfico, Drama                   | Charles Berling, Mehdi Dehbi, Ouassini Embarek, Clotilde de Bayser, Abbes Zahmani, Julia Maraval                             | Sobre o poeta e radialista gay Jean Sénac e sua vida na Argélia                                                                                       |
| Solo                                                               | Atif Siddiqi                                           | Canadá                                        | Documentário                        | Edward Lafferty, Antoine Portelance, Atif Siddiqi                                                                            | Segue o diretor em uma auto-examinação, mostrando sua luta contra sua família paquistanesa conservadora enquanto explora sua sexualidade              |
| Son frère                                                          | Patrice Chéreau                                        | França                                        | Drama                               | Bruno Todeschini, Eric Caravaca, Nathalie Boutefeu, Sylvain Jacques, Maurice Garrel, Catherine Ferran                        | trad. Irmãos Apesar de terem um relacionamento conturbado, um homem que está morrendo lentamente pede que seu irmão o acompanhe em consultas médicas  |
| Os Sonhadores                                                      | Bernardo Bertolucci                                    | França, Reino Unido, Itália                   | Drama                               | Eva Green, Michael Pitt, Louis Garrel, Anna Chancellor, Robin Renucci, Jean-Pierre Leaud                                     | Roteirizado por Gilbert Adair, baseado em seu romance The Holy Innocents                                                                              |
| Speed Demon                                                        | David Decoteau                                         | EUA                                           | Terror                              | Collin Stark, Mark Ian Miller, Candace Moon, M.T. Church, Trevor Harris, Greg Carney                                         | |
| Summer Thunder                                                     | Spencer Schilly                                        | EUA                                           | Comédia, Drama                      | Matthew Sandager, Jessica Burstein, David McMahan, Paul Marlow, Neil Levine, Jeff Auer                                       | Um homem gay que perdeu o pênis em um acidente de infância vira um ator pornô                                                                         |
| Surrender                                                          | Katherine Brooks                                       | EUA                                           | Drama, Erótico                      | Julie Clay, Katherine Hill, Jon Jacobs                                                                                       | Uma jovem inocente se muda para Los Angeles e divide o apartamento com uma dominatrix                                                                 |
| Sweet Hideaway                                                     | Patrick McKnight                                       | EUA                                           | Comédia                             | Patrick McKnight, Rickey Smiley, Parisa Fakhri, Dane Hereford, Natalie Desselle, Anthony Johnson                             | Um vigarista se esconde da polícia em uma fraternidade de faculdade gay                                                                               |
| Swimming Pool                                                      | François Ozon                                          | Reino Unido, França                           | Mistério, Suspense                  | Charlotte Rampling, Ludivine Sagnier, Charles Dance, Jean-Marie Lamour, Marc Fayolle, Mireille Mossé                         | |
| Taboo                                                              | Christopher Renshaw                                    | Reino Unido                                   | Musical, Biográfico                 | George O'Dowd, Euan Morton, Paul Baker, Luke Evans, Nicola Dawn, Drew Jaymson                                                | Baseado na peça homônima sobre a vida do músico Boy George                                                                                            |
| Tang rak si runk (ทางรักสีรุ้ง)                                        | Yutthana Khunkhongsathiean                             | Tailândia                                     | Drama                               | Sinitta Boonyasak, Nuntawat Arsirapojcharnakul, Bordin Duke                                                                  | As aventuras amorosas de quatro amigos em Bangkok |
| Tarnation                                                          | Jonathan Caouette                                      | EUA                                           | Documentário                        | Renee Leblanc, Jonathan Caouette, Adolph Davis, Rosemary Davis                                                               | Uma autobiografia do diretor, focando no relacionamento com sua mãe esquizofrênica                                                                    |
| Testosterone                                                       | David Moreton                                          | EUA, Argentina                                | Drama, Comédia                      | David Sutcliffe, Celina Font, Antonio Sabato Jr., Jennifer Coolidge, Leonardo Brzezicki, Sônia Braga                         | Um escritor viaja à Argentina para procurar seu namorado desaparecido                                                                                 |
| Thirteen                                                           | Catherine Hardwicke                                    | EUA                                           | Drama                               | Holly Hunter, Evan Rachel Wood, Nikki Reed, Jeremy Sisto, Brady Corbet, Vanessa Hudgens                                      | Baseado na adolescência de Nikki Reed |
| This Girl’s Life                                                   | Ash Baron-Cohen                                        | EUA                                           | Drama, Erótico                      | James Woods, Juliette Marquis, Rosario Dawson, Isaiah Washington, Cheyenne Silver, Kip Pardue                                | trad. Maiores de 18 Os pensamentos de uma estrela pornô internacional                                                                                 |
| This Obedience                                                     | Jamie Lee, Dawn Mikkelson                              | EUA                                           | Documentário                        | Anita C. Hill | Uma congregação luterana desafia ordens da organização nacional e nomeia uma lésbica como sua pastora                                                 |
| Tiresia                                                            | Bertrand Bonello                                       | França, Canadá                                | Drama                               | Laurent Lucas, Clara Choveaux, Thiago Telès, Célia Catalifo, Lou Castel, Alex Descas                                         | Depois de ser raptada e abandonada na floresta, uma mulher trans é salva por uma família e recebe o dom de ver o futuro                               |
| Tokyo Godfathers                                                   | Satoshi Kon                                            | Japão                                         | Animação, Comédia, Aventura         | Tōru Emori, Yoshiaki Umegaki, Aya Okamoto, Shōzō Iizuka,Kyōko Terase, Mamiko Noto                                            | Vagamente baseado no romance Three Godfathers de Peter B. Kyne                                                                                        |
| Totally Gay!                                                       | Wash Westmoreland                                      | EUA                                           | Documentário                        | Trev Broudy, Jason Adonis, Chad Allen, Tyra Banks, Billy Bean, David Beckham                                                 | Sobre a cultura pop gay americana |
| Totally Sexy Loser                                                 | Jason Schafer                                          | EUA                                           | Comédia                             | Chad Lindsey, Mark DeWhitt, Craig Robert Young                                                                               | O final de 45° relacionamento de um homem viciado em amor                                                                                             |
| Twist                                                              | Jacob Tierney                                          | Canadá                                        | Drama                               | Nick Stahl, Joshua Close, Gary Farmer, Michèle-Barbara Pelletier, Tygh Runyan, Stephen McHattie                              | Versão moderna gay do romance Oliver Twist de Charles Dickens                                                                                         |
| Under the Tuscan Sun                                               | Audrey Wells                                           | EUA, Itália                                   | Comédia, Drama                      | Diane Lane, Raoul Bova, Sandra Oh, Lindsay Duncan, Vincent Riotta, Mario Monicelli                                           | Baseado no memoir homônimo de Frances Mayes |
| An Unexpected Love                                                 | Lee Rose                                               | Canadá                                        | Romance, Drama                      | Leslie Hope, Wendy Crewson, D.W. Moffett, Alison Pill, Margo Martindale, Brent Spiner                                        | Uma mulher se divorcia, consegue seu primeiro emprego, e acaba se apaixonando por sua chefe                                                           |
| Wave Babes                                                         | Lisa Knox-Nervig                                       | EUA                                           | Comédia                             | Georgia Ragsdale, Christina Carlisi, Carolyn Hennesy, Paige Bernhardt, Lisette Bross, Anna Campbell                          | Três amigas de longa data se reencontram para um fim de semana na praia                                                                               |
| Wasabi Tuna                                                        | Lee Friedlander                                        | EUA                                           | Ação, Comédia                       | Anna Nicole Smith, Jason London, Alexis Arquette, Antonio Sabàto Jr., Barney Cheng, Alanna Ubach                             | Um grupo de amigos se fantasia de gângsters para o Halloween e entram em conflito com uma trupe de drag queens furiosas                               |
| The Wedding Video                                                  | Clint Cowen, Norman Korpi                              | EUA                                           | Comédia                             | Heather B., Lindsay Brien, Sean Duffy, Rachel Campos-Duffy, Norman Korpi, Mike Lambert                                       | Mocumentário paródia de reality shows, onde um homem gay contrata uma equipe para filmar seu casamento                                                |
| When Ocean Meets Sky                                               | Crayton Robey                                          | EUA                                           | Documentário                        | Laura Hartstein, Michael Hartstein, Dino Georgiou, Bill Herbst, Ralph Gilmartin, Ira Sahlman                                 | Examina o amor da comunidade gay pela Fire Island |
| Wir                                                                | Martin Gypkens                                         | Alemanha                                      | Drama                               | Jannek Petri, Knut Berger, Karina Plachetka, Lilia Lehner, Brigitte Hobmeier, Sebastian Songin                               | Um grupo de amigos se encontram depois de terminar o ano letivo                                                                                       |
| Chouchou                                                           | Merzak Allouache                                       | França                                        | Comédia                             | Gad Elmaleh, Alain Chabat, Claude Brasseur, Julien Courbey, Catherine Frot, Micheline Presle                                 | |
| Yao ye hui lang (妖夜迴廊)                                         | Julian Lee                                             | Hong Kong                                     | Terror, Suspense                    | Daniel Wu, Allan Wu, Ku Feng, Kara Hui, Anthony Fernandez                                                                    | Um homem procura uma explicação para o misterioso acidente que matou seu irmão gêmeo                                                                  |
| You Can’t Stop the Murders                                         | Anthony Mir                                            | Austrália                                     | Comédia, Suspense                   | Gary Eck, Akmal Saleh, Anthony Mir, Jason Clarke, Jimeoin, Richard Carter                                                    | Um policial persegue um assassino em série obcecado pelo Village People                                                                               |
| Zombie Beach Party                                                 | Stacey Case                                            | Canadá                                        | Terror, Comédia                     | Jules Delorme, Jennifer Thom, Raymond Carle, Rob 'El Fuego' Etcheverria, Sean K. Robb, Nicholas Sinn                         | Um lutador profissional e seus amigos combatem uma horda de zumbis                                                                                    |
| Zombies                                                            | Alex Pucci                                             | EUA                                           | Terror, Erótico                     | Creed Bowlen, Eric Dean, Draven Gonzalez, Jason Hoffman, Mark Jaeger, Jonathan Williams                                      | Cinco anos atrás um jovem vendeu sua alma à poderes sinistros e se juntou a um grupo se belos assassinos                                              |